# لی فاولر (بازیکن فوتبال، زاده۱۹۶۹)
لی فاولر (انگلیسی: Lee Fowler؛ زادهٔ ۲۶ ژانویهٔ ۱۹۶۹) بازیکن فوتبال اهل بریتانیا است.
از باشگاه‌هایی که در آن بازی کرده‌است می‌توان به باشگاه فوتبال استوک سیتی، باشگاه فوتبال هینور تاون، باشگاه فوتبال دونکستر راورز، و باشگاه فوتبال پرستون نورث اند اشاره کرد.